# نابخشوده (فیلم ۲۰۰۵)
«نابخشوده» (انگلیسی: The Unforgiven) یک فیلم سینمایی درام محصول سال ۲۰۰۵ سینمای کره جنوبی به کارگردانی و نویسندگی یونگ جونگ-بین با بازی ها جونگ-وو است.